# سیارک ۵۵۵۴۳
سیارک ۵۵۵۴۳ (به انگلیسی: 55543 Nemeghaire، نامگذاری:2001XN16) پنجاه و پنج هزار و پانصد و چهل و سومین سیارک کشف شده‌است که در ۸ دسامبر ۲۰۰۱ کشف شد.